# Teudis geminus
Teudis geminus là một loài nhện trong họ Anyphaenidae.
Loài này thuộc chi Teudis. Teudis geminus được miêu tả năm 1911 * bởi Alexander Petrunkevitch.